# Europeana
Europeana er en internetportal med links til mange millioner digitale emner. Portalen rummer billeder, tekster, lyd, video, museumsgenstande og arkivalier fra europæiske kultur-og forskningsinstitutioner. Portalen samler og linker til millioner af digitaliserede materialer fra Europa. En række danske institutioner deltager i samarbejdet. Blandt de danske bidragydere er Det Kongelige Bibliotek, Det Danske Filminstitut, Danmarks Radio, Kulturstyrelsen og en lang række arkiver.

## Historie
Seks regeringsledere i EU foreslog i 2006 EU-kommissionens formand Jose Manuel Barroso at danne et virtuelt EU-bibliotek. I november 2008 blev en prototype af Europeana åbnet af Viviane Reding, EU-kommissær for Informations- og mediesamfund . Formålet er at give internetbrugerne mulighed for at søge og få direkte adgang til digitaliserede bøger, kort, malerier, aviser, fotografier, filmstykker og mange forskellige slags audiovisuelle dokumenter fra europæiske kulturinstitutioner.. I 2013 var over 30 million objekter tilgængelige via Europeana. 80 pct. er clearet ophavsrettighederne, hvoraf  5 millioner er  offentlige data, som er frit tilgængelige. 6 millioner objekter har geo-data. 2.300 arkiver, biblioteker, museer og audiovisuelle samlinger i Europa bidrager til Europeana.  
Over 32 lande fra hele Europa bidrager løbende til udviklingen af Europeana. Organisatorisk hviler projektet på The Europeana Foundation.  Det hollandske nationalbibliotek i Haag er vært for Europeana-kontoret med Jill Cousins som direktør. Størsteparten af udgifterne til drift af portalen dækkes af EU-kommissionen, lige som de enkelte lande også bidrager økonomisk.   Ved lanceringen i 2008 var man nødsaget til at lukke siden ned i en måned på grund af det overvældende og uventet høje antal brugere.

## Indhold
Omkring 1.500 institutioner bidrager i dag til portalen. Det er etablerede navne som British Library i London, Rijksmuseum i Amsterdam og Louvre i Paris, der er repræsenteret side om side med mindre institutioner fra hele Europa. Nogle genstande og emner er verdensberømte såsom Isaac Newtons værk Philosophiae naturalis principia mathematica, der indeholder hans love om bevægelse. Der er tegninger af Leonardo da Vinci, Johannes Vermeers maleri af Pige med perleørering og emner, der omhandler Berlinmuren.
Europeana har undervisning og den alment kulturelt interesserede borger som sin målgruppe
Digitaliserede fotografier, kort, malerier, museumsgenstande og andre billeder udgør 64 % af Europeanas samling. 34 % af samlingen er tilegnet digitaliserede tekster, herunder mere end 1,2 millioner komplette bøger, der kan ses online og/eller downloades. Teksterne omfatter tusinder af sjældne dokumenter og de første trykte bøger (inkunabler) fra før 1500. Video‑ og lydmateriale udgør mindre end 2 % af samlingen.

### Fordeling af materiale på Europeana - december 2016
| Land           | Antal      | Andel  | Fordeling af filtyper | Antal      | Andel  | Fordeling af licenser     | Antal      | Andel  |
| -------------- | ---------- | ------ | --------------------- | ---------- | ------ | ------------------------- | ---------- | ------ |
| Holland        | 6.372.352  | 11,7 % | Billeder              | 29.938.870 | 55,2 % | Kræver tilladelse         | 24.534.829 | 45,2 % |
| Frankrig       | 5.810.857  | 10,7 % | Tekster               | 22.475.126 | 41,4 % | Public domain og CC-BY-SA | 20.772.306 | 38,3 % |
| Tyskland       | 5.610.085  | 10,3 % | Video                 | 1.124.546  | 2,1 %  | Ikke kommerciel brug      | 8.935.566  | 16,5 % |
| Norge          | 5.358.864  | 9,9 %  | Lydfiler              | 664.334    | 1,2 %  | Total                     | 54.242.701 | 100 %  |
| Spanien        | 4.556.584  | 8,4 %  | 3d-materiale          | 24.647     | 0,0 %  |                           |            |        |
| Italien        | 4.097.752  | 7,6 %  | Andet                 | 15.178     | 0,0 %  |                           |            |        |
| Sverige        | 3.702.895  | 6,8 %  | Total                 | 54.242.701 | 100 %  |                           |            |        |
| Storbritannien | 3.433.378  | 6,3 %  |                       |            |        |                           |            |        |
| Polen          | 2.672.092  | 4,9 %  |                       |            |        |                           |            |        |
| Østrig         | 2.062.220  | 3,8 %  |                       |            |        |                           |            |        |
| Danmark        | 1.645.147  | 3,0 %  |                       |            |        |                           |            |        |
| Belgien        | 1.507.137  | 2,8 %  |                       |            |        |                           |            |        |
| Andre          | 7.413.338  | 13,7 % |                       |            |        |                           |            |        |
| Total          | 54.242.701 | 100 %  |                       |            |        |                           |            |        |

## Danmark og Europeana
Danske bidrag finder man eksempelvis under The European Library (Det Kongelige Bibliotek), DK-National Aggregation Service (arkiver), CARARE (Kulturstyrelsen), EFG (Det Danske Filminstitut) og EUscreen Project (Danmarks Radio).
Kulturstyrelsen koordinerer de danske bidrag til Europeana.

### Danske bidragydere på Europeana - december 2016
| Institution                     | Antal     | Andel  | Fordeling af filtyper | Antal     | Andel  | Fordeling af licenser     | Antal     | Andel  |
| ------------------------------- | --------- | ------ | --------------------- | --------- | ------ | ------------------------- | --------- | ------ |
| Kulturstyrelsen                 | 820.540   | 49,9 % | Billeder              | 1.205.839 | 73,3 % | Public domain og CC-BY-SA | 848.686   | 51,6 % |
| Det kongelige Bibliotek         | 525.781   | 32,0 % | Tekster               | 421.222   | 25,6 % | Ikke kommerciel brug      | 632.410   | 38,4 % |
| Det Danske Filminstitut         | 68.006    | 4,1 %  | Lydfiler              | 12.052    | 0,7 %  | Kræver tilladelse         | 164.051   | 10,0 % |
| Den Gamle By                    | 29.424    | 1,8 %  | Videofiler            | 6.034     | 0,4 %  | Total                     | 1.645.147 | 100 %  |
| Danmarks Radio                  | 26.884    | 1,6 %  | Total                 | 1.645.147 | 100 %  |                           |           |        |
| Statens Museum for Kunst        | 25.757    | 1,6 %  |                       |           |        |                           |           |        |
| Arbejdermuseet og ABA           | 25.026    | 1,5 %  |                       |           |        |                           |           |        |
| Polfoto                         | 24.818    | 1,5 %  |                       |           |        |                           |           |        |
| Danmarks Naturhistoriske Museum | 22.449    | 1,4 %  |                       |           |        |                           |           |        |
| Frederiksberg Stadsarkiv        | 18.861    | 1,1 %  |                       |           |        |                           |           |        |
| Andre                           | 57.601    | 3,5 %  |                       |           |        |                           |           |        |
| Total                           | 1.645.147 | 100 %  |                       |           |        |                           |           |        |